# Eleições presidenciais na Nicarágua em 1990
Eleições gerais foram realizadas na Nicarágua em 25 de fevereiro de 1990. O resultado foi uma vitória para a União Nacional de Oposição (UNO), cuja candidata presidencial Violeta Chamorro surpreendentemente derrotou o atual presidente Daniel Ortega da Frente Sandinista de Libertação Nacional (FSLN). Pesquisas de opinião que antecederam as eleições divididas ao longo das linhas partidárias, com 10 das 17 pesquisas analisadas em um estudo contemporâneo prevendo uma vitória da ONU, enquanto sete previram que os sandinistas manteriam o poder.

## Resultados

### Presidente
| Candidato                            | Partido                                              | Votos     | %      |
| ------------------------------------ | ---------------------------------------------------- | --------- | ------ |
| Violeta Chamorro                     | União Nacional de Oposição                           | 777,552   | 54.74  |
| Daniel Ortega                        | Frente Sandinista de Libertação Nacional             | 579,886   | 40.82  |
| Erick Ramírez Beneventes             | Partido Social Cristão                               | 16,751    | 1.18   |
| Issa Moisés Hassán Morales           | Movimento de Unidade Revolucionária                  | 11,136    | 0.78   |
| Bonifácio Miranda Bengoechea         | Partido Revolucionário dos Trabalhadores             | 8,590     | 0.60   |
| Isidro Téllez Toruño                 | Movimento de Ação Popular Marxista-Leninista         | 8,115     | 0.57   |
| Fernando Bernabé Agüero Rocha        | Partido Social Conservador                           | 5,798     | 0.41   |
| Blanca Rojas Echaverry               | Partido Unionista Centro-Americano                   | 5,065     | 0.36   |
| Eduardo Molina Palacios              | Partido Conservador Democrático                      | 4,500     | 0.32   |
| Rodolfo Robelo Herrera               | Partido Liberal Independente para a Unidade Nacional | 3,151     | 0.22   |
| Total                                | Total                                                | 1,420,544 | 100.00 |
|                                      |                                                      |           |        |
| Votos válidos                        | Votos válidos                                        | 1,420,544 | 94.02  |
| Votos inválidos/em branco            | Votos inválidos/em branco                            | 90,294    | 5.98   |
| Total de votos                       | Total de votos                                       | 1,510,838 | 100.00 |
| Eleitores registrados/comparecimento | Eleitores registrados/comparecimento                 | 1,752,088 | 86.23  |
| Fonte: Nohlen, Sarti                 |                                                      |           |        |

### Assembleia Nacional
| Partido                                              | Votos     | %      | Assentos |
| ---------------------------------------------------- | --------- | ------ | -------- |
| União Nacional de Oposição                           | 764,748   | 53.88  | 51       |
| Frente Sandinista de Libertação Nacional             | 579,723   | 40.84  | 39       |
| Partido Social Cristão                               | 22,218    | 1.57   | 1        |
| Movimento de Unidade Revolucionária                  | 13,995    | 0.99   | 1        |
| Partido Revolucionário dos Trabalhadores             | 10,586    | 0.75   | 0        |
| Movimento de Ação Popular Marxista-Leninista         | 7,643     | 0.54   | 0        |
| Partido Social Conservador                           | 6,308     | 0.44   | 0        |
| Partido Unionista Centro-Americano                   | 5,565     | 0.39   | 0        |
| Partido Conservador Democrático                      | 5,083     | 0.36   | 0        |
| Partido Liberal Independente para a Unidade Nacional | 3,515     | 0.25   | 0        |
| Total                                                | 1,419,384 | 100.00 | 92       |
|                                                      |           |        |          |
| Votos válidos                                        | 1,419,384 | 93.87  |          |
| Votos inválidos/em branco                            | 92,723    | 6.13   |          |
| Total de votos                                       | 1,512,107 | 100.00 |          |
| Eleitores registrados/comparecimento                 | 1,752,088 | 86.30  |          |
| Fonte: Nohlen                                        |           |        |          |

## Análise
As possíveis explicações para a vitória da UNO incluem que o povo nicaraguense estava desencantado com o governo Ortega, especificamente descontente com a gestão da economia e a postura hostil em relação aos Estados Unidos, acreditando que a UNO era mais propensa a trazer paz. Além disso, em novembro de 1989, a Casa Branca se reuniu com Chamorro sobre o tema da paz e da democracia na Nicarágua, e anunciou que o embargo econômico contra a Nicarágua terminaria se Chamorro vencesse. Além disso, houve relatos de intimidação do lado dos Contras, com uma missão de observadores canadense alegando que 42 pessoas foram mortas pelos contras em "violência eleitoral" em outubro de 1989.